# پی‌پی شاه‌تخته
پی‌پی شاه‌تخته یک ستاره است که در صورت فلکی شاه‌تخته قرار دارد.